# Jan-Erik Brohede
Jan-Erik Brohede, född 5 mars 1961, död 30 oktober 2009, var en folkpartistisk landstingspolitiker och var vid sin död landstingsråd för Folkpartiet i Örebro läns landsting.
Efter att Brohede avlidit, visade obduktionen att han var smittad med den nya influensan, men den direkta dödsorsaken var hjärtinfarkt.
I början av 1980-talet studerade Brohede statskunskap vid dåvarande Högskolan i Örebro - nuvarande Örebro universitet.

## Fotnot
1. ↑  Sr.se - Folkpartiprofil avliden
2. ↑  NA.se - Jan-Erik Brohede dog i svininfluensan Arkiverad 4 november 2009 hämtat från the Wayback Machine.